# Tardos
Tardos é um município da Hungria, situado no condado de Komárom-Esztergom. Tem 23,32 km² de área e sua população em 2015 foi estimada em 1.617 habitantes.